# Шангарнье, Никола
Никола́ Анн Теодю́ль Шангарнье́ (фр. Nicolas Anne Théodule Changarnier; 1793—1877) — французский генерал и политический деятель.

## Биография
Никола Анн Теодюль Шангарнье вступил в армию в 1815 году; участвовал в походе в Испанию 1823 года; 1830—48 годы провел в Алжире, где отличился во многих походах, был несколько раз ранен и дослужился до чина дивизионного генерал; был недолго генерал-губернатором Алжира.
Когда в Алжир пришла весть о февральской революции (1848), стал во главе временного правительства Алжира. Затем он переехал в Париж, отказавшись от предложенного ему парижским временным правительством поста посланника в Берлине, и принял начальство над парижской национальной гвардией; с ней он подавил восстание 16 апреля.
В мае он был отправлен в Алжир генерал-губернатором, но, избранный 4 июня на дополнительных выборах в учредительное собрание, вернулся в Париж; в собрании занял место среди орлеанистов. Однако республиканское правительство дорожило им, как хорошим генералом, и, веря в его военную лояльность, не боялось его промонархических взглядов. 1 июля (после подавления июньского восстания, в чём Шангарнье участия не принимал), Кавеньяк поставил его вторично во главе национальной гвардии. В декабре он, сверх того, получил под свою команду армейскую дивизию.
При президентских выборах Шангарнье голосовал за принца Наполеона, не считая его опасным и чувствуя себя к нему все же ближе, чем к республиканцу Кавеньяку. В следующие два года он энергично подавлял все восстания и попытки восстаний, содействуя тем укреплению власти Наполеона, но в приказах по армии, а тем более в законодательном собрании, куда тоже был выбран, не скрывал своей постепенно растущей антипатии к президенту. В январе 1851 года Наполеон лишил его командования как дивизией, так и национальной гвардией.
Несмотря на свою враждебность к Наполеону, Шангарнье совершенно не понимал ни его замыслов, ни его действительной силы, и смело заявлял в парламенте, что «во Франции не найдётся ни полка, ни батальона, с которым можно было бы открыть эру Цезарей». В ходе декабрьского переворота Шангарнье был арестован и посажен в Мазас, а декретом от 9 января 1852 года изгнан из Франции. После амнистии вернулся на родину.
При начале войны 1870 года предложил свои услуги правительству, но сначала они были отвергнуты, и только после первых поражений он был прикомандирован к рейнской армии, однако без команды. Запертый в Меце вместе с Базеном, он вел первые, не увенчавшиеся успехом, переговоры о почетной сдаче этой крепости. При сдаче Меца взят в плен; отпущен после перемирия.
8 февраля 1871 года избран в национальное собрание, где занял место в рядах орлеанистов. Он был членом военного совета, разбиравшего дело Базена, и отстаивал мнение, что Базен совершил крупные стратегические ошибки, но в измене неповинен. В национальном собрании боролся против Тьера, потом поддерживал Мак-Магона; стоял во главе Комитета девяти, старавшегося устроить соглашение между двумя фракциями монархистов; вотировал против конституции 1875 года. В конце 1875 года национальное собрание избрало его одним из пожизненных сенаторов.
Награды
Орден Почётного легиона:
- кавалер большого креста (5 апреля 1849)
- офицер (1839)
- кавалер (14 августа 1823)